# Achias reses
Achias reses är en tvåvingeart som beskrevs av Mcalpine 1994. Achias reses ingår i släktet Achias och familjen bredmunsflugor. Inga underarter finns listade i Catalogue of Life.